# Vojkfalva
Vojkfalva (1892-ig Vojkócz, szlovákul: Vojkovce, németül: Wojkensdorf) község Szlovákiában, a Kassai kerület Iglói járásában.

## Fekvése
Szepesváraljától 13 km-re délkeletre, a Hernádtól északra található.

## Története
1290-ben „Villa Voyk” néven említik először. 1300-ban „Wyfolua”, később „Woyk”, „Wojkenadorf”, „Wojkovce”, „Vojkócz” néven szerepel írott forrásokban. A Zsigray család birtoka volt, majd a 16. századtól a Szepesi vár uradalmához tartozott, később pedig a Csákyaké. 1787-ben 33 ház állt a faluban 211 lakossal. A falu Szent Bertalan kápolnája 1711-ben épült.
A 18. század végén Vályi András így ír róla: „VOJKÓCZ. Tót falu Szepes Várm. földes Ura Gr. Csáky Uraság, lakosai katolikusok, fekszik Szlatinához közel, és annak filiája; határja hegyes.”
A 18.-19. században birtoka megoszlott a Csáky, Gundelginger és Petri családok között, de a falu kétharmadát a Csákyak birtokolták. Lakói földműveléssel, favágással foglalkoztak. 1840-ben kápolnáját átépítették, újraszentelték.
Fényes Elek 1851-ben kiadott geográfiai szótárában így ír a faluról: „Vajkócz, Szepes vm. tót falu, Szlatvina fil., 229 kath. lak. F. u. Raisz, Petróczy.”
A trianoni diktátumig Szepes vármegye Szepesváraljai járásához tartozott.

## Népessége
| Év:            | 1994. | 2004.   | 2014.   | 2024.   |
| -------------- | ----- | ------- | ------- | ------- |
| Emberek száma: | 446   | 445     | 425     | 407     |
| Eltérés:       |       | -0,22 % | -4,49 % | -4,23 % |

| Év:            | 2023. | 2024. |
| -------------- | ----- | ----- |
| Emberek száma: | 407   | 407   |
| Eltérés:       |       | +0 %  |

1910-ben 290, túlnyomórészt szlovák lakosa volt.
2001-ben 460 lakosából 454 szlovák volt.
2011-ben 435 lakosából 418 szlovák volt.

## Nevezetességei
- Szent Bertalan apostol tiszteletére szentelt római katolikus temploma 1992-ben épült. A templom 1:10 arányú modellje képviselte Szlovákiát a VI. Velencei Építészeti Biennálén.
- Kápolnája 1711-ben épült.